# 孫福剛久
孫福 剛久（まごふく たけひさ、1923年（大正12年）8月30日 - 2017年（平成29年）8月10日）は、日本の舞台美術家である。剛久はペンネームであり、本名は弘幸。

## 経歴・人物
北海道の生まれ。東京高等工芸学校（現在の千葉大学）卒業後、建築事務所等多くの職を転々とする。1952年（昭和27年）には日本放送協会に入局し、事業部にデザイナーや舞台美術として活動した。
その後独立し、劇団テアトル・エコー内の文芸演出部に所属し多くの作品の美術に携わる。晩年は神奈川県川崎市内の高齢者施設に入所し、2017年（平成29年）8月10日に心不全により死去した。

## 受賞歴
- 伊藤熹朔賞 - 1977年（昭和52年）受賞[1][2]。

## 手掛けた作品
- 『中年よ大志を抱け』
- 『羅生門』